# Nobel (mønt)
Noblen (engelsk noble, dansk nobel) var den første engelske guldmønt, der blev slået i store mængder. Under Henrik 3. og Edvard 3. havde man guld-pennyen og florinen, men de var sjældne.
Noblen, halvnoblen og kvartnoblen var derimod ganske udbredte.
Noblens værdi var seks shillings og otte pence (skrevet 6/8), svarende til en tredjedel af et pund sterling. Møntens vægt varierede, men værdien blev fastholdt indtil 1464, hvor den blev sat op.

## Oprindelse
Mønten blev indført i 1344-1346 under Edvard 3., og vejede da 138,5 grains (9 gram). Til erindring om slaget ved Sluys var motivet et skib, hvorfor mønten senere også kendes som skibsnobel. Ved senere prægninger gik vægten ned til 128,5 grains (8,3 gram) og siden 120 grains (7,8 gram). Diameteren var 33-35 mm, mens halvnoblen målte 25-26 mm og kvartnoblen 19-21 mm.
Fra 1430'erne og frem steg guldprisen, så engelske guldmønter blev eksporteret til kontinentet og der blev mangel på guld i England. I 1464 blev noblens værdi fastsat til otte shillings og fire pence, og en ny mønt, rosenoblen (efter motivet på mønten, der inkluderede en rose), blev slået.

## Udbredelse
Mønten blev populær på kontinentet og blev efterlignet flere steder. I Danmark lod kong Hans således en nobel slå i 1496.
Øresundstolden blev oprindelig fastsat til en nobel per skib.
I vraget af en kogge, der omkring 1375 forliste ud for Vejby i Nordsjælland, fandt man i 1976 det hidtil største guldmøntfund i Danmark; 74 hele, 30 halve og 5 kvarte nobler.